# 窓際族
窓際族（）とは、日本の組織において閑職に追いやられた社員・職員を指す言葉。
安定成長期で円高不況時であった1977年6月の北海道新聞のコラムで製造ラインの管理職から外れて仕事も与えられず窓際に追いやられた中高年層がデスクで新聞を読んだり、外を眺めては時間を潰すという光景を『窓際おじさん』という言葉で載せた。また1978年の1月に、日本経済新聞が新年連載「ニッポン・生きる条件」で、従業員の雑談中にあった言葉として窓際族を紹介している。
高度経済成長期に終身雇用制が定着すると、能力や人間関係などの理由から年齢に応じた適切なポストを社内に用意できない社員であっても定年まで雇用を続けざるをえないため、大きな会社ほど名ばかりの肩書を与えて実質的な仕事をさせない社員を抱えるようになった。ひだまりの窓際は一見すると管理職の席のようだが、実際には西日が入る上に出入りも不便な悪環境であり、体のよい厄介払いであった。(先述の「窓際は一見すると管理職の席のようだが」という記述にあるように、真の管理職の席も、物理的には窓際にあることが多かった。しかし、その場合は、「西日が当たりにくい位置」、「空調の届きやすい位置」など良環境にある窓際の席であった。一方、窓際族の席は、「西日が当たりやすい位置」、「空調の届きにくい位置」など悪環境にある窓際の席であった。つまり、「窓際族」の席を窓際に配置していたのは、表向き、管理職っぽい体裁を偽装させる目的もあった。これは、年配社員には、表向きの面目は保たせないといけないという日本的慣行と、実際には冷遇したいという本音の両方を実現させる、日本的両立策であった。)
1990年代頃（バブル崩壊による失われた20年）から成果主義の台頭によって終身雇用制が崩れると、窓際に安住することも許されなくなり、社内いじめともなりかねない追い出し部屋での暗黙の退職勧奨も行われるようになった。
なお窓際族の直後に登場した新語『しぐれ族』、『夕暮れ族』、『熟年』はこの窓際族という蔑称に対する反発であったとも言われている。